# صوت صامت (مانغا)
صوت صامت (بالإنجليزية: A Silent Voice)‏ هي سلسلة مانغا يابانية من تأليف يوشيتوكي شيما نشرت لأول مرة في مجلة بيساتسو شونن ثم في مجلة شونن الأسبوعية وتم جمعها في 7 تانكوبون.تم عمل فيلم أنمي من إنتاج شركة كيوتو أنيميشن وتم عرضه في سبتمبر 2016.